# Benjamin Bühler
Benjamin Bühler (* 1970) ist ein deutscher Germanist.

## Leben
Bühler studierte Germanistik, Biologie und Philosophie. Seine Promotion (2004) und Habilitation (2010) erfolgten an der Universität Konstanz. Dort lehrt Bühler als Privatdozent Literatur- und Kulturwissenschaften. Er war von 2011 bis 2017 Heisenberg-Stipendiat, von 2012 bis 2014 Vertretungsprofessor und von 2014 bis 2017 (gemeinsam mit Stefan Willer) Leiter des Projekts Sicherheit und Zukunft. Kulturwissenschaftliche Perspektiven auf Security Studies am Zentrum für Literatur- und Kulturforschung in Berlin.
Seine Forschungsschwerpunkte sind Literatur und Prognostik, Kulturgeschichte der frühen Neuzeit, die Wissensgeschichte des Lebens und die politische Ökologie.
Bühler unterrichtet Deutsch an einer Waldorfschule in Villingen-Schwenningen.

## Schriften (Auswahl)
- Lebende Körper. Biologisches und anthropologisches Wissen bei Rilke, Döblin und Jünger. Würzburg 2005 (Dissertation).
- Zwischen Tier und Mensch. Grenzfiguren des Politischen in der Frühen Neuzeit. München 2013 (Habilitationsschrift).
- Ecocriticism. Grundlagen – Theorien – Interpretationen. Springer Nature, Stuttgart 2016.
- Ökologische Gouvernementalität. Geschichte einer Regierungsform. transcript Verlag, Bielefeld 2018.